# Campephaga flava
Campephaga flava là một loài chim trong họ Campephagidae.